# 세실 코르벨
세실 코르벨(프랑스어: Cécile Corbel, 1980년 3월 28일 ~)은 프랑스의 싱어송라이터이자, 하프 연주자이다. 주로 브르타뉴와 같은 켈트 문화권의 민속음악을 작곡하며, 영어나, 프랑스어, 이탈리아어 및 브르타뉴어로 된 노래를 주로 발표한다. 2010년에는 일본의 지브리 스튜디오에서 제작한 애니메이션인 《마루 밑 아리에티》의 주제가를 불러 화제를 모았다.

## 소개
세실 코르벨은 어릴 때 기타를 배우다 우연히 셀틱가수들의 노래를 듣고 셀틱 음악과 셀틱 하프에 반해 기타를 그만두고 음악 학교에 가서 셀틱 하프를 배운다. 20대에 그녀는 길거리나 바에서 연주하는 무명가수 생활을 이어가다가 'Simon Caby'라는 음악가를 만나 정식으로 가수 생활을 하게 된다. 그 후, 세실 코르벨은 2015년 12월 31일에 아들 'Joseph' 을 낳는다.

## 영화
마루 밑 아리에티
Terre des ours

## 뮤지컬
Anne de bretagne

## 음반

### 정규 앨범
- Songbook vol. 1 (2006)
- SongBook vol. 2 (2008)
- The Cecile Corbel Collection (2009)
- SongBook vol.3 - Renaissance (2011)
- SongBook vol.4 - Roses (2013)
- Best of SongBooks (2013)
- La Fiancée (2014)
- Vagabonde (2016)
- Enfant du vent (2019)
- SongBook vol.55 - Notes (2021)

### EP
- Harpe celtique & Chants du monde (2005)

### 싱글
세실 코르벨은 정규 앨범의 노래를 그대로 싱글로 내는 경우가 종종 있기 때문에 여기서는 정규 앨범에 포함되지 않는 노래의 싱글들만 추렸다.
'Take Me Hands (Acoustic)' 은 피쳐링 곡을 리메이크하여 다시 발표한 것이다.
- Take Me Hand (Acoustic) (2020)
- 如期而至的光 (2021)

### OST
- Kari-gurashi (2010)
- Arrietty, Le Petit Monde des Chapardeus (2010)
- Terre des ours (2014)
- War an hent... Sur La route de... (2019)

### 그외 (피쳐링 등)
세실 코르벨의 노래는 수많은 컴필레이션 앨범에 수록되어 있기 때문에 여기서는 대표적인 컴필레이션 앨범만 추렸다.
- WONDER Tourism (2012)
- Femmes de bretagne (2012)
- The Rough Guide To Celtic Women (2012)
- Ma solitude (2014)
- Feat vraz, voi.2 (Musiques bretonnes) [Celtic Music Keltia Musique] (2014)
- Nuit de la Bretagne (2015)
- Pub Saint Patrick (L'After par Keltia) [Planetary Pub]
- Breizh eo ma bro! Bretagne est mon pays! (2017)
- Bro gozh ma zadou (2017)
- The Dead King (2021)
- II (2021)
- Wonderful World (2021)